# Arvydas Sabonis
Arvydas Romas Sabonis, litovski košarkar, 19. december 1964, Kaunas, Litva.
Sabonis je v svoji karieri igral za klube Žalgiris Kaunas, Forum Valladolid, Real Madrid in Portland Trail Blazers. V letih 1985, 1986 in 1987 je osvojil naslov sovjetskega državnega prvaka, v letih 1993 in 1994 naslov španskega državnega prvaka, leta 1993 tudi španski kraljevi pokal. Leta 1995 je osvojil naslov prvaka Evrolige.
Za sovjetsko reprezentanco je osvojil naslov olimpijskega prvaka leta 1988, naslov svetovnega prvaka leta 1982 in podprvaka leta 1986 ter naslov evropskega prvaka leta 1985 ter bronasti medalji v letih 1983 in 1989, za litvansko reprezentanco pa bronasti olimpijski medalji v letih 1992 in 1996 ter naslov evropskega podprvaka leta 1995.
Osemkrat je bil izbran za najboljšega evropskega košarkarja leta, šestkrat nagrada Euroscar (1984, 1985, 1988, 1995, 1997, 1999) in dvakrat Mr. Europa (1985, 1997). Štirikrat je bil izbran za litovskega športnika leta (1984, 1985, 1986, 1996). Leta 2010 je bil sprejet v Mednarodni košarkarski hram slavnih, leta 2011 pa še v Košarkarski hram slavnih.